# Gare de Takouka
La gare de Takouka est une gare ferroviaire algérienne située sur le territoire de la commune de Ouillen, dans la wilaya de Souk Ahras.

## Situation ferroviaire
La gare est située dans le nord-est de la commune de Ouillen, sur la ligne de Souk Ahras à la frontière tunisienne. Elle est précédée de la gare de Sidi Bader et suivie de celle de Khedara.

## Service des voyageurs

### Desserte
La gare de Takouka est desservie par les trains régionaux de la liaison Souk Ahras - Sidi El Hemissi.